# Le Baron noir
Pour les articles homonymes, voir Le Baron, Baron noir et Affaire du Baron noir.
Le Baron noir est une série de strips parus dans le journal Le Matin de Paris de 1976 à 1981, dessinés par Yves Got et scénarisés par Pétillon, et parfois par Got lui-même, Christian Godard, Mandryka ou Martin Veyron.

## Description
Il s'agit d'un traitement cynique de l'actualité sociale et politique de l'époque, mettant en scène des moutons face à leur principal prédateur : le baron noir (un aigle). Les moutons se montrent en général impassibles, à l'exception de quelques leaders historiques, syndicalistes et rebelles. Le Baron noir est un prédateur sans scrupules qui effectue des « prélèvements régulateurs », c'est-à-dire qu'il enlève des moutons probablement dans le but de les dévorer.
Le surnom de l'aigle est inspiré de celui de Manfred von Richthofen, un aviateur allemand de la Première Guerre mondiale. De famille noble et ayant fait peindre son avion entièrement en rouge pour provoquer ses adversaires, il fut rapidement surnommé « le Baron rouge » par les deux camps.
D'autres animaux apparaissent dans la série. On y voit ainsi un éléphant et une tortue qui font de grands raisonnements et débattent longuement de la question de l'équilibre entre les moutons et le baron pour finalement ne pas agir, ainsi que des rhinocéros policiers, des tatous propriétaires, etc.
La série a obtenu le Prix de la meilleure œuvre comique française au Festival d'Angoulême 1977.

## Albums
- Le Baron noir no 1, autoédition, 1976.
- Le Baron noir no 2, Le Matin de Paris, 1977[1].
- Le Baron noir no 3, autoédition, 1978.
- Le Baron noir no 4, autoédition, 1979.
- Le Baron noir no 5, Le Matin de Paris, 1980.
- Le Baron noir et le dragon vert, Le Matin de Paris, 1981[2].
- Le Baron noir, l'intégrale, édition Zenda, 1990.
- Le Baron noir, l'intégrale, édition Glénat, 1999[3].
- Le Baron noir, l'intégrale, édition Drugstore, 2010.